# ماوریسیو پیندا
ماوریسیو پیندا (اسپانیایی: Mauricio Pineda‎؛ زادهٔ ۱۳ ژوئیهٔ ۱۹۷۵) بازیکن سابق فوتبال اهل آرژانتین است.

## باشگاهی
از باشگاه‌هایی که در آن بازی کرده‌است می‌توان به باشگاه فوتبال کالیاری، باشگاه فوتبال بوکا جونیورز، باشگاه فوتبال اتلتیکو هوراکان، باشگاه فوتبال ناپولی، باشگاه فوتبال اودینزه، باشگاه فوتبال رئال مایورکا، باشگاه فوتبال لانوس اشاره کرد.

## تیم ملی
وی سابقه ۱۲ بازی برای تیم ملی فوتبال آرژانتین در کارنامه دارد.